# Satrikh
Satrikh là một thị xã và là một nagar panchayat của quận Barabanki thuộc bang Uttar Pradesh, Ấn Độ.

## Địa lý
Satrikh có vị trí 26°52′B 81°12′Đ / 26,87°B 81,2°Đ Nó có độ cao trung bình là 111 mét (364 feet).

## Nhân khẩu
Theo điều tra dân số năm 2001 của Ấn Độ, Satrikh có dân số 10.129 người. Phái nam chiếm 52% tổng số dân và phái nữ chiếm 48%. Satrikh có tỷ lệ 38% biết đọc biết viết, thấp hơn tỷ lệ trung bình toàn quốc là 59,5%: tỷ lệ cho phái nam là 44%, và tỷ lệ cho phái nữ là 30%. Tại Satrikh, 22% dân số nhỏ hơn 6 tuổi.